# Alan Oakes
Alan Arthur Oakes (ur. 7 września 1942) – angielski piłkarz, który występował na pozycji pomocnika. 
W kwietniu 1958 podpisał amatorski kontrakt z Manchesterem City, zawodowy we wrześniu 1959. W barwach City zadebiutował 14 listopada 1959 w meczu przeciwko Chelsea. W mistrzowskim dla klubu sezonie 1967/1968 wystąpił w 41 meczach i zdobył dwie bramki. Rok później zagrał w finale Pucharu Anglii, w którym City pokonało Leicester City 1:0. W sezonie 1969/1970 triumfował w rozgrywkach o Puchar Ligi i wystąpił we wszystkich meczach 10. edycji Pucharu Zdobywców Pucharów, gdzie w finale City pokonało Górnik Zabrze 2:1. W marcu 1969 został powołany na towarzyskie spotkanie Football League XI – Scottish Football League XI. Po raz ostatni w barwach Manchesteru City zagrał 4 maja 1976 w meczu z Manchesterem United na Old Trafford.
W lipcu tego samego roku przeszedł do Chester City za 15 tysięcy funtów obejmując funkcję grającego menadżera. W sezonie 1983/1984 będąc zawodnikiem Port Vale zagrał w meczu o mistrzostwo Division Three. 
Jest rekordzistą pod względem występów w lidze (564 mecze) i we wszystkich rozgrywkach ogółem (668 meczów) jako zawodnik Manchesteru City i szósty w klasyfikacji wszech czasów pod względem liczby występów w lidze (776 meczów).

## Sukcesy
- Manchester City F.C. Player of the Year: 1975
- Puchar Zdobywców Pucharów zdobywca: 1970
- Division One mistrz: 1967/68
- Division Two mistrz: 1965/66
- Puchar Anglii zdobywca: 1969
- Puchar Ligi zdobywca: 1970, 1976
- Tarcza Dobroczynności zdobywca: 1968, 1972